# Barrage de Bagnell
Le barrage de Bagnell, en anglais : Bagnell Dam, est un barrage situé sur le territoire de la ville abandonnée de Lakeside dans le comté de Miller en limite avec le comté de Camden dans le Missouri aux États-Unis. Il retient la rivière Osage, formant ainsi le lac des Ozarks. Il s'agit d'un barrage poids, en béton, d'une hauteur de 45 m, construit, à partir de 1929, par l'Union Electric Company, dorénavant Ameren, dans le but de produire de l'énergie hydroélectrique. Il mesure 775 m de long et comprend un déversoir de 160 m et une centrale électrique de 156 m. Les huit générateurs ont une capacité maximale de 215 mégawatts.

## Généralités
Le barrage est baptisé en référence à la ville de Bagnell. Celle-ci prend son nom de William Bagnell qui a organisé la ville en 1883. L'autre nom du barrage est barrage d'Osage.

## Histoire

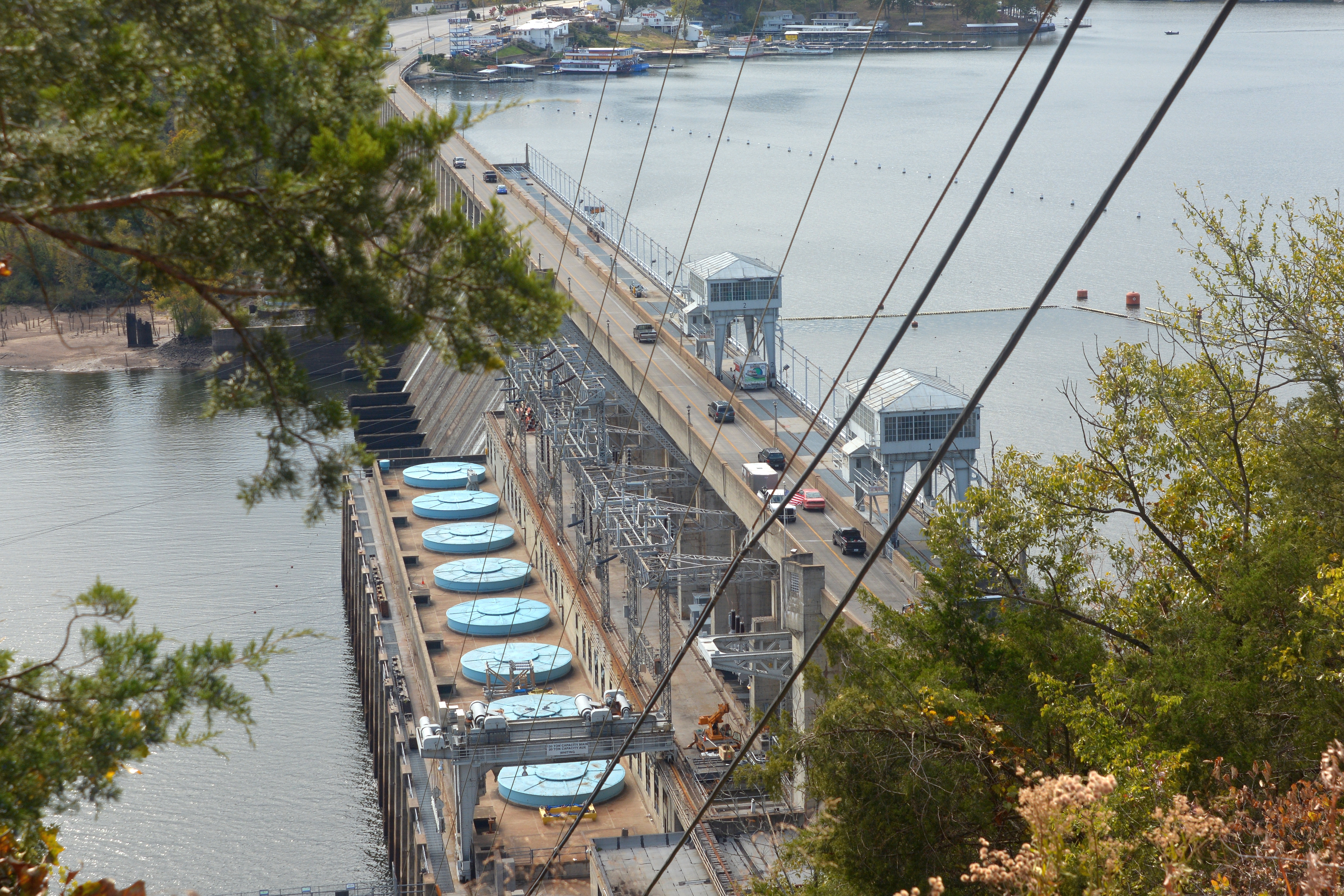
Le barrage de Bagnell.

La construction du barrage débute le 6 août 1929 et s'achève en avril 1931. Le réservoir créé, le lac des Ozarks, a une superficie de 22 000 ha, sur 1 850 km de littoral. Il s'étend sur 151 kilomètres, d'une extrémité à l'autre. Lors de la construction, il était l'un des plus grands lacs artificiels du monde et le plus grand des États-Unis. Le lac des Ozarks commence à se remplir le 2 février 1931 se remplissant au rythme moyen de 45,72 cm par jour. L'eau atteint le déversoir le 20 mai 1931, soixante-dix-huit jours après la fermeture des écluses du barrage. Cependant, l'eau du lac n'atteint le remplissage complet qu'au printemps 1932. Le coût total du projet s'élève à 30 millions de dollars.
Le concept d'une centrale hydroélectrique sur la rivière Osage est présenté pour la première fois par un promoteur de Kansas City, dès 1912. Ralph Street parvient à réunir les fonds nécessaires à la construction d'un barrage sur la rivière Osage. Il commence à construire des routes, des voies ferrées et des structures de soutien nécessaires pour commencer la construction d'un barrage qui pourrait contenir un lac beaucoup plus petit que l'actuel lac des Ozarks. Vers le milieu des années 1920, le financement ne suffit plus et il doit abandonner l'idée de la première centrale hydroélectrique sur la rivière Osage.
L'Union Electric Power and Light s'associe à la firme d'ingénierie Stone & Webster de Boston. Il conçoivent et construisent le barrage Bagnell dans l'un des endroits les plus improbables de la rivière Osage. Beaucoup pensaient que le projet de 30 millions de dollars serait un désastre, après le krach boursier de 1929, mais il était achevé. L'emploi durant la longue période de construction s'est avéré être un stimulant pour de nombreuses familles de la région, ainsi que pour les centaines de travailleurs d'autres régions du pays. Toute la construction est faite à la main et le matériel utilisé dans la construction est assez primitif. La construction du barrage de Bagnell a été achevée et le lac des Ozarks était un réservoir complet en moins de deux ans.

## Source de la traduction
- (en) Cet article est partiellement ou en totalité issu de l’article de Wikipédia en anglais intitulé « Bagnell Dam » (voir la liste des auteurs).